# Ján Zvara
Ján Zvara (* 12. Februar 1963 in Banská Bystrica, Tschechoslowakei) ist ein ehemaliger slowakischer Leichtathlet, der sich auf den Hochsprung spezialisiert hat und für die Tschechoslowakei an den Start ging. Er ist Inhaber des slowakischen Landesrekordes und gewann 1987 die Bronzemedaille bei den Hallenweltmeisterschaften in Indianapolis.

## Sportliche Laufbahn
Erste internationale Erfahrungen sammelte Ján Zvara vermutlich im Jahr 1985, als er bei den Hallenweltspielen in Paris mit übersprungenen 2,21 m den sechsten Platz belegte. Kurz darauf gelangte er bei den Halleneuropameisterschaften in Piräus mit 2,20 m auf Rang sieben. Im Jahr darauf belegte er bei den Halleneuropameisterschaften in Madrid mit 2,24 m den achten Platz und im August gelangte er bei den Freilufteuropameisterschaften in Stuttgart mit 2,21 m auf Rang neun. 1987 stellte er mit 2,36 m einen neuen Landesrekord auf und gewann bei den erstmals ausgetragenen Hallenweltmeisterschaften in Indianapolis mit 2,34 m die Bronzemedaille hinter Igor Paklin und Hennadij Awdjejenko aus der Sowjetunion. Zuvor belegte er bei den Halleneuropameisterschaften in Liévin mit 2,33 m den vierten Platz. Im August belegte er bei den Weltmeisterschaften in Rom mit 2,32 m im Finale den siebten Platz. 1988 beendete er dann seine aktive sportliche Karriere im Alter von 25 Jahren.
In den Jahren 1985 und 1986 wurde Zvara tschechoslowakischer Meister im Hochsprung im Freien und in der Halle.